# Petr Jeník
Petr Jeník (* 21. června 1978) je bývalý český fotbalista.

## Fotbalová kariéra
V české lize hrál za FK Jablonec. Nastoupil v 1 ligovém utkání. Ve druhé lize hrál za 1. FC Brümmer Česká Lípa.

## Ligová bilance
| Ročník                          | Zápasy | Góly | Klub                     |
| ------------------------------- | ------ | ---- | ------------------------ |
| 1. česká fotbalová liga 1995/96 | 1      | 0    | FK Jablonec              |
| 2. česká fotbalová liga 1996/97 | 4      | 0    | 1. FC Brümmer Česká Lípa |
| CELKEM 1. česká liga            | 1      | 0    |                          |